# Hộ chiếu Hoa Kỳ
Hộ chiếu Hoa Kỳ là hộ chiếu được cấp cho công dân và không phải công dân Hiệp chúng quốc Hoa Kỳ. được phát hành duy nhất bởi Bộ Ngoại giao Hoa Kỳ. Bên cạnh việc cấp hộ chiếu (dạng cuốn sổ), cơ quan này cũng cấp thẻ hộ chiếu sử dụng hạn chế với yêu cầu tương tự.
Hộ chiếu dạng cuốn sổ của Hoa Kỳ có giá trị cho việc đi lại của người Mỹ bất cứ nơi nào trên thế giới, mặc dù đi đến một số nước và/hoặc cho các mục đích nhất định có thể đòi hỏi phải có thị thực và chính nước Mỹ hạn chế công dân của đến hoặc tham gia vào các giao dịch thương mại ở một số nước. Hộ chiếu phù hợp với các tiêu chuẩn đề nghị (ví dụ như kích thước, cấu tạo, bố trí, công nghệ) của Tổ chức Hàng không Dân dụng Quốc tế (ICAO). Có năm loại có sổ hộ chiếu, BBộ Ngoại giao Hoa Kỳ đã ban hành hộ chiếu sinh trắc học như tiêu chuẩn kể từ tháng 8 năm 2007, mặc dù hộ chiếu không phải sinh trắc học có giá trị cho đến ngày hết hạn của nó. Hộ chiếu Hoa Kỳ là tài sản của Chính phủ Hoa Kỳ.